# Elaeagnus sarmentosa
Elaeagnus sarmentosa är en havtornsväxtart som beskrevs av Alfred Rehder. Elaeagnus sarmentosa ingår i släktet silverbuskar, och familjen havtornsväxter. Inga underarter finns listade i Catalogue of Life.